# 孔夫雷萨
孔夫雷萨是巴西马托格罗索州的一个市镇。总面积5819.73平方公里，总人口21350人，人口密度3.7人/平方公里。